# Béccar
Béccar è una località dell'Argentina, situata nel partido di San Isidro, nella provincia di Buenos Aires.

## Storia
Dalle sue rive il 1º aprile 1825 salpò un primo gruppo dei Trentatré Orientali, guidati da Manuel Oribe, alla volta della Banda Oriental. Poco dopo sarebbero stati seguiti da un secondo gruppo guidato da Juan Antonio Lavalleja.

## Monumenti e luoghi d'interesse
- Villa Ocampo, residenza della scrittrice Victoria Ocampo